# 그리스의 불

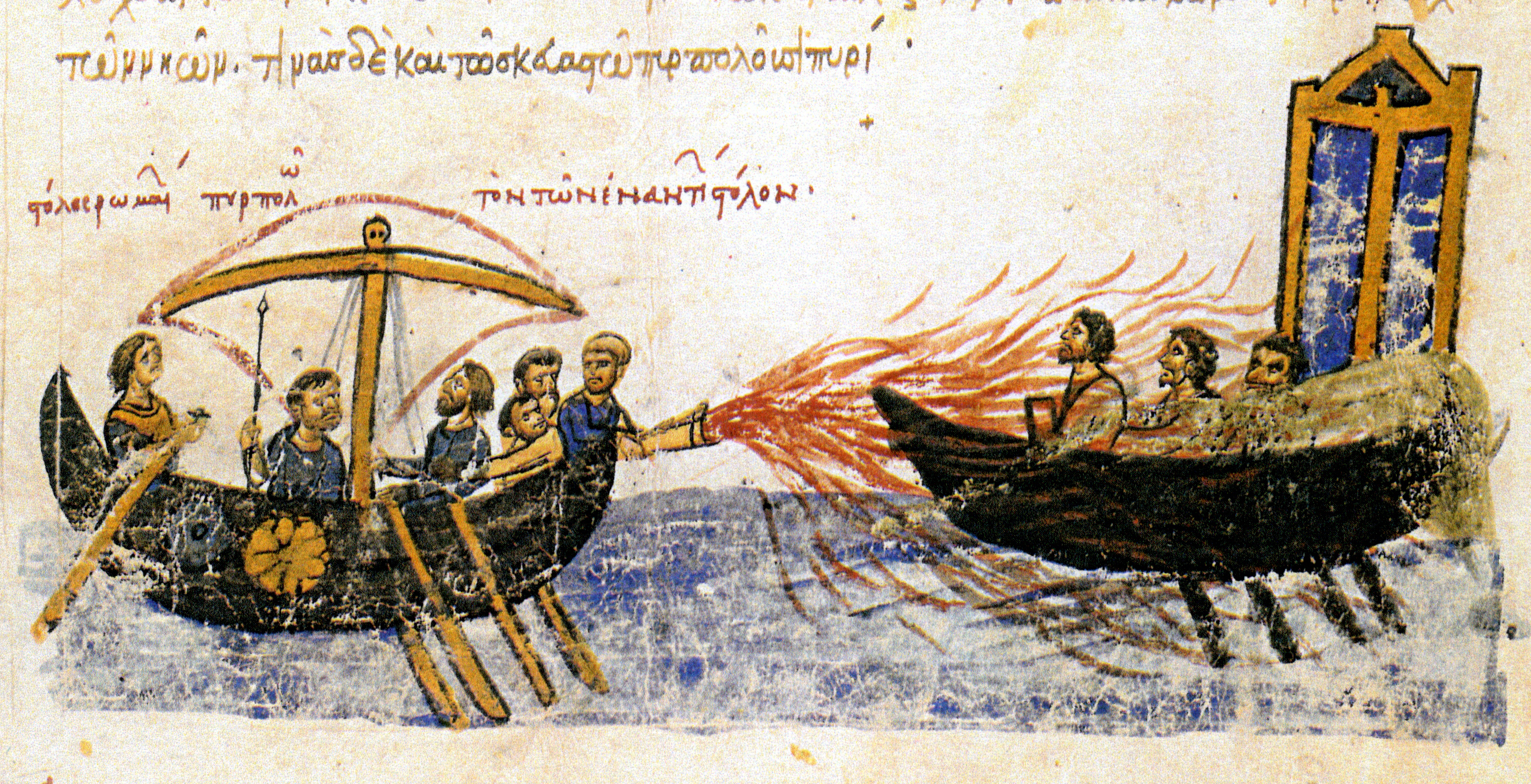
해전에서 그리스의 불을 사용하는 동로마 제국 해군(11세기)

그리스 화약 또는 그리스의 불(그리스어: υγρόν πυρ, 영어: Greek fire)은 동로마 제국의 군대가 주로 무기로 사용하던 폭발물을 말한다. 동로마 제국이 수많은 외침을 당하면서도 약 천년간 꿋꿋이 버틴 것은 바로 이 그리스의 불이라는 훌륭한 병기에 힘입은 바가 크다.

## 명칭
십자군 전쟁 이후 현재까지는 일반적으로 그리스의 불, 그리스 화약이라고 불리지만 원래 비잔티움의 옛 자료에서는 바다 불(πῦρ θαλάσσιον pŷr thalássion), 로마 불(πῦρ ῥωμαϊκόν pŷr rhōmaïkón), 전쟁 불(πολεμικὸν πῦρ polemikòn pŷr), 액체 불(ὑγρὸν πῦρ hygròn pŷr), 끈적끈적한 불(πῦρ κολλητικόν pŷr kollētikón) 또는 제조된 불 (πῦρ σκευαστόν pŷr skeuastón) 등으로 다양하게 기록되어 있었다고 한다.

## 성질
그리스의 불은 물로 잘 꺼지지 않았고 수면에서도 불이 계속 타오르는 특수한 성질이 있는데, 이 불은 펌프나 길고 좁은 관(管)을 이용하여 적의 군함에 뿌릴 수도 있고 또한 항아리에 담은 다음 투석기로 목표물을 향해 쏘아올려서 터뜨릴 수도 있을 정도로 발사도 가능했다. 이렇게 발사되면 기름 같은 액체가 불에 타는 것으로 해상에 그대로 떠 있어서 목제 선체에 불이 쉽게 옮겨붙는다.

## 만드는 방법
동로마 제국 역사가 테오파네스는 이런 폭발물을 처음 만든 것은 670년경 유대의 헬리오폴리스 출신 건축가이자 화학자이고 기술자인 칼리키누스라고 말한다. 10세기의 작가 마르쿠스 그라이쿠스는 그리스의 불을 제조할 때 “순수한 황, 주석, 사르코콜라(페르시아 고무), 역청, 녹인 초석, 석유, 송진을 준비한다. 이것들을 끓이고서 밧줄에 스며들게끔 해 불을 붙인다. 이 불은 소변, 식초, 모래로만 끌 수 있다.”라고 설명했다. 그러나 사실 그리스의 불 제조 방법은 당시 동로마 제국에서는 엄격하게 비밀이 철통같이 잘 유지될 정도로 일급비밀로 간주되었기에 현재까지도 그 제조 방법을 정확히 알지 못하였다.

## 실전에 사용된 사례
그리스의 불은 콘스탄티누스 4세 치세인 674년 이슬람 세력이 콘스탄티노폴리스를 침공했을 때 처음 사용됐으며, 당시 동로마 제국은 당시 무서운 기세로 세력을 확장하던 이슬람군의 공격을 이 그리스 화약으로 물리칠 수 있었다. 그 후에도 아랍인과 수차 벌인 전투나 루스족의 침입과 제4차 십자군의 침입에서 베네치아 공화국을 상대로 크게 활약하였다. 그리스 화약은 중세 최강 비밀 무기였고 동로마의 적들은 이 무기를 늘 두려워했다. 1453년 동로마 제국이 오스만 제국에 멸망할 당시 콘스탄티노폴리스 공방전에서도 사용되었다.

## 같이 보기
- 화선
- 화염병